# Mirra Andriejewa
Mirra Aleksandrowna Andriejewa, ros. Мирра Александровна Андреева (ur. 29 kwietnia 2007 w Krasnojarsku) – rosyjska tenisistka, srebrna medalistka igrzysk olimpijskich z Paryża (2024) w grze podwójnej, finalistka juniorskiego Australian Open 2023 w grze pojedynczej dziewcząt.
Jej starsza siostra Erika Andriejewa również jest zawodową tenisistką.

## Kariera tenisowa
W karierze wygrała sześć singlowych turniejów rangi ITF. 14 lipca 2025 zajmowała najwyższe miejsce w rankingu singlowym WTA Tour – 5. pozycję, natomiast 7 października 2024 osiągnęła najwyższą lokatę w deblu – 64. miejsce.
W 2023 roku osiągnęła finał w Australian Open w grze pojedynczej dziewcząt. Przegrała w nim z Aliną Korniejewą 7:6(2), 4:6, 5:7.
W lipcu 2024 wygrała pierwszy turniej cyklu WTA Tour w grze pojedynczej – w finale w Jassach pokonała Elinę Awanesian po kreczu przy stanie 5:7, 7:5, 4:0. Następnie razem z Dianą Sznajder wywalczyły srebrny medal w grze podwójnej podczas igrzysk olimpijskich w Paryżu jako reprezentantki drużyny indywidualnych sportowców neutralnych. W meczu finałowym przegrały z Sarą Errani i Jasmine Paolini 6:2, 1:6, 7–10.
W 2025 roku występując regularnie w parze z Dianą Sznajder wygrały turniej w Miami oraz doszły do półfinałów Australian Open i French Open. Włoska para Errani–Paolini w 2025 roku była zmorą dla Rosjanek, gdyż zatrzymała je w półfinałach Qatar Ladies Open 2025, Internazionali d’Italia w Rzymie oraz wspomnianego wcześniej French Open. Indywidualnie grała bardzo równo zaliczjąc znakomitą serię występów. Doszła do półfinału w Brisbane i czwartej rundy Australian Open, w obu przypadkach przegrała z liderką rankingu WTA Aryną Sabalenką. Później jej forma jeszcze wzrosła i młoda Rosjanka wygrała dwa turnieje WTA 1000 w Dubaju i Indian Wells. W turnieju w Kaliforni wygrała z trzema tenisistkami z TOP 10 rankingu, w tym z jego liderką Sabalenką oraz drugą w zestawieniu Igą Świątek. Później osiągnęła ćwierćfinały w Madrycie, Rzymie, French Open, Bad Homburgu i na Wimbledonie.

## Historia występów wielkoszlemowych
Legenda
     W, wygrany turniej
     F, przegrana w finale
     SF, przegrana w półfinale
     QF, przegrana w ćwierćfinale
     xR, przegrana w x rundzie
     Qx, przegrana w x rundzie kwalifikacji
     A, brak startu
     NH, turniej nie odbył się

### Występy w grze pojedynczej
| Australian Open        | A   | A  | 4R | 4R | 0 / 2  | 6 – 2   |  |  |  |  |  |  |  |  |  |  |  |  |  |  |  |  |  |  |  |  |  |
| French Open            | A   | 3R | SF | QF | 0 / 3  | 11 – 3  |  |  |  |  |  |  |  |  |  |  |  |  |  |  |  |  |  |  |  |  |  |
| Wimbledon              | A   | 4R | 1R | QF | 0 / 3  | 7 – 3   |  |  |  |  |  |  |  |  |  |  |  |  |  |  |  |  |  |  |  |  |  |
| US Open                | A   | 2R | 2R |    | 0 / 2  | 2 – 2   |  |  |  |  |  |  |  |  |  |  |  |  |  |  |  |  |  |  |  |  |  |
|                        |     |    |    |    |        |         |  |  |  |  |  |  |  |  |  |  |  |  |  |  |  |  |  |  |  |  |  |
| Ranking na koniec roku | 405 | 46 | 16 |    | 0 / 10 | 26 – 10 |  |  |  |  |  |  |  |  |  |  |  |  |  |  |  |  |  |  |  |  |  |

### Występy w grze podwójnej
| Australian Open        | A | A   | 1R | SF | 0 / 2 | 4 – 2  |  |  |  |  |  |  |  |  |  |  |  |  |  |  |  |  |  |  |  |  |  |
| French Open            | A | A   | QF | SF | 0 / 2 | 7 – 1  |  |  |  |  |  |  |  |  |  |  |  |  |  |  |  |  |  |  |  |  |  |
| Wimbledon              | A | A   | 1R | 3R | 0 / 2 | 2 – 2  |  |  |  |  |  |  |  |  |  |  |  |  |  |  |  |  |  |  |  |  |  |
| US Open                | A | A   | 3R |    | 0 / 1 | 2 – 1  |  |  |  |  |  |  |  |  |  |  |  |  |  |  |  |  |  |  |  |  |  |
|                        |   |     |    |    |       |        |  |  |  |  |  |  |  |  |  |  |  |  |  |  |  |  |  |  |  |  |  |
| Ranking na koniec roku | – | 414 | 69 |    | 0 / 7 | 15 – 6 |  |  |  |  |  |  |  |  |  |  |  |  |  |  |  |  |  |  |  |  |  |

### Występy w grze mieszanej
| Australian Open | A | A | A | A  | 0 / 0 | 0 – 0 |  |  |  |  |  |  |  |  |  |  |  |  |  |  |  |  |  |  |  |  |  |
| French Open     | A | A | A | A  | 0 / 0 | 0 – 0 |  |  |  |  |  |  |  |  |  |  |  |  |  |  |  |  |  |  |  |  |  |
| Wimbledon       | A | A | A | A  | 0 / 0 | 0 – 0 |  |  |  |  |  |  |  |  |  |  |  |  |  |  |  |  |  |  |  |  |  |
| US Open         | A | A | A | QF | 0 / 1 | 1 – 1 |  |  |  |  |  |  |  |  |  |  |  |  |  |  |  |  |  |  |  |  |  |
|                 |   |   |   |    |       |       |  |  |  |  |  |  |  |  |  |  |  |  |  |  |  |  |  |  |  |  |  |
|                 |   |   |   |    | 0 / 1 | 1 – 1 |  |  |  |  |  |  |  |  |  |  |  |  |  |  |  |  |  |  |  |  |  |

## Finały turniejów WTA
| Legenda                   | Legenda |
| ------------------------- | ------- |
| Wielki Szlem              |         |
| Igrzyska olimpijskie      |         |
| WTA Tour Championships    |         |
| od 2021                   |         |
| WTA 1000 (obowiązkowe)    |         |
| WTA 1000 (nieobowiązkowe) |         |
| WTA 500                   |         |
| WTA 250                   |         |
| WTA 125                   |         |

### Gra pojedyncza 4 (3–1)
| Końcowy wynik | Nr | Data                 | Turniej      | Nawierzchnia | Przeciwniczka   | Wynik finału        |
| ------------- | -- | -------------------- | ------------ | ------------ | --------------- | ------------------- |
| Zwyciężczyni  | 1. | 26 lipca 2024        | Jassy        | Ceglana      | Elina Awanesian | 5:7, 7:5, 4:0 krecz |
| Finalistka    | 1. | 20 października 2024 | Ningbo       | Twarda       | Darja Kasatkina | 0:6, 6:4, 4:6       |
| Zwyciężczyni  | 2. | 22 lutego 2025       | Dubaj        | Twarda       | Clara Tauson    | 7:6(1), 6:1         |
| Zwyciężczyni  | 3. | 16 marca 2025        | Indian Wells | Twarda       | Aryna Sabalenka | 2:6, 6:4, 6:3       |

### Gra podwójna 2 (1–1)
| Końcowy wynik | Nr | Data            | Turniej  | Nawierzchnia | Partnerka      | Przeciwniczki               | Wynik finału      |
| ------------- | -- | --------------- | -------- | ------------ | -------------- | --------------------------- | ----------------- |
| Finalistka    | 1. | 4 sierpnia 2024 | Paryż    | Ceglana      | Diana Sznajder | Sara Errani Jasmine Paolini | 6:2, 1:6, 7–10    |
| Zwyciężczyni  | 1. | 4 stycznia 2025 | Brisbane | Twarda       | Diana Sznajder | Priscilla Hon Anna Kalinska | 7:6(6), 7:5       |
| Zwyciężczyni  | 2. | 30 marca 2025   | Miami    | Twarda       | Diana Sznajder | Cristina Bucșa Miyu Katō    | 6:3, 6:7(5), 10–2 |

## Finały turniejów ITF
| turnieje z pulą nagród 100 000 $ (W100) |
| turnieje z pulą nagród 80 000 $ (W80)   |
| turnieje z pulą nagród 60 000 $ (W75)   |
| turnieje z pulą nagród 40 000 $ (W50)   |
| turnieje z pulą nagród 25 000 $ (W35)   |
| turnieje z pulą nagród 15 000 $ (W15)   |

### Gra pojedyncza 7 (6–1)
| Rezultat     |    | Data       | Turniej        | ($)    | Naw.    | Przeciwniczka        | Wynik            |
| Finalistka   | 1. | 27/02/2022 | Szarm el-Szejk | 15 000 | Twarda  | Cody Wong            | 4:6, 1:6         |
| Zwyciężczyni | 1. | 10/04/2022 | Antalya        | 15 000 | Ceglana | Martina Colmegna     | 6:7(6), 6:0, 6:2 |
| Zwyciężczyni | 2. | 17/04/2022 | Antalya        | 15 000 | Ceglana | Silvia Ambrosio      | 7:5, 6:2         |
| Zwyciężczyni | 3. | 31/07/2022 | El Espinar     | 25 000 | Twarda  | Eva Guerrero Álvarez | 6:4, 6:2         |
| Zwyciężczyni | 4. | 19/11/2022 | Metar          | 60 000 | Twarda  | Rebecca Peterson     | 6:1, 6:4         |
| Zwyciężczyni | 5. | 16/04/2023 | Chiasso        | 60 000 | Ceglana | Céline Naef          | 1:6, 7:6(3), 6:0 |
| Zwyciężczyni | 6. | 23/04/2023 | Bellinzona     | 60 000 | Ceglana | Fiona Ferro          | 2:6, 6:1, 6:4    |

## Występy w igrzyskach olimpijskich

### Gra pojedyncza
| Runda                                                                                             | Przeciwniczka         | Wynik    |
| ------------------------------------------------------------------------------------------------- | --------------------- | -------- |
|                                                                                                   |                       |          |
| Letnie Igrzyska Olimpijskie w Paryżu 2024, reprezentując państwo Indywidualni sportowcy neutralni |                       |          |
| I runda                                                                                           | Polska: Magda Linette | 3:6, 4:6 |

### Gra podwójna
| Runda                                                                                             | Partnerka      | Przeciwniczki                                       | Wynik          |
| ------------------------------------------------------------------------------------------------- | -------------- | --------------------------------------------------- | -------------- |
|                                                                                                   |                |                                                     |                |
| Letnie Igrzyska Olimpijskie w Paryżu 2024, reprezentując państwo Indywidualni sportowcy neutralni |                |                                                     |                |
| I runda                                                                                           | Diana Sznajder | Australia: Olivia Gadecki / Ajla Tomljanović [PR]   | 6:2, 2:6, 10–6 |
| II runda                                                                                          | Diana Sznajder | Kanada: Gabriela Dabrowski / Leylah Fernandez [5]   | 6:4, 6:0       |
| Ćwierćfinał                                                                                       | Diana Sznajder | Czechy: Barbora Krejčíková / Kateřina Siniaková [2] | 6:1, 7:5       |
| Półfinał                                                                                          | Diana Sznajder | Hiszpania: Cristina Bucșa / Sara Sorribes Tormo [8] | 6:1, 6:2       |
| O złoty medal                                                                                     | Diana Sznajder | Włochy: Sara Errani / Jasmine Paolini [3]           | 6:2, 1:6, 7–10 |

### Gra mieszana
| Runda                                                                                             | Partner            | Przeciwnicy                            | Wynik    |
| ------------------------------------------------------------------------------------------------- | ------------------ | -------------------------------------- | -------- |
|                                                                                                   |                    |                                        |          |
| Letnie Igrzyska Olimpijskie w Paryżu 2024, reprezentując państwo Indywidualni sportowcy neutralni |                    |                                        |          |
| I runda                                                                                           | Daniił Miedwiediew | Włochy: Sara Errani / Andrea Vavassori | 3:6, 2:6 |

## Finały wielkoszlemowych turniejów juniorskich

### Gra pojedyncza (1)
| Końcowy wynik | Rok  | Turniej         | Nawierzchnia | Przeciwniczka    | Wynik finału     |
| Finalistka    | 2023 | Australian Open | Twarda       | Alina Korniejewa | 7:6(2), 4:6, 5:7 |

## Zwycięstwa nad zawodniczkami klasyfikowanymi w danym momencie w czołowej dziesiątce rankingu WTA
| Rok     | 2024 | 2025 | Łącznie |
| Wygrane | 4    | 6    | 10      |

| Lp.  | Zawodnik            | Ranking | Turniej                             | Nawierzchnia | Runda       | Wynik            |
| ---- | ------------------- | ------- | ----------------------------------- | ------------ | ----------- | ---------------- |
| 2024 |                     |         |                                     |              |             |                  |
| 1.   | Ons Jabeur          | Nr 6    | Australian Open, Australia          | Twarda       | 2. runda    | 6:0, 6:2         |
| 2.   | Markéta Vondroušová | Nr 7    | Madryt, Hiszpania                   | Ceglana      | 3. runda    | 7:5, 6:1         |
| 3.   | Aryna Sabalenka     | Nr 2    | French Open, Francja                | Ceglana      | Ćwierćfinał | 6:7(5), 6:4, 6:4 |
| 4.   | Jasmine Paolini     | Nr 5    | Cincinnati, Stany Zjednoczone       | Twarda       | 3. runda    | 3:6, 6:3, 6:2    |
| 2025 |                     |         |                                     |              |             |                  |
| 5.   | Iga Świątek         | Nr 2    | Dubaj, Zjednoczone Emiraty Arabskie | Twarda       | Ćwierćfinał | 6:3, 6:3         |
| 6.   | Jelena Rybakina     | Nr 7    | Dubaj, Zjednoczone Emiraty Arabskie | Twarda       | Półfinał    | 6:4, 4:6, 6:3    |
| 7.   | Jelena Rybakina     | Nr 7    | Indian Wells, Stany Zjednoczone     | Twarda       | 4. runda    | 6:1, 6:2         |
| 8.   | Iga Świątek         | Nr 2    | Indian Wells, Stany Zjednoczone     | Twarda       | Półfinał    | 7:6(1), 1:6, 6:3 |
| 9.   | Aryna Sabalenka     | Nr 1    | Indian Wells, Stany Zjednoczone     | Twarda       | Finał       | 2:6, 6:4, 6:3    |
| 10.  | Emma Navarro        | Nr 10   | Wimbledon, Wielka Brytania          | Trawiasta    | 4. runda    | 6:2, 6:3         |